# SC Lauental
SC Lauenal was een voetbalclub uit het Danzigse stadsdeel Lauental, dat na de Tweede Wereldoorlog door Polen werd ingelijfd en nu Gdańsk heet.

## Geschiedenis
De precieze oprichtingsdatum is niet meer bekend. In 1931 werd de club kampioen van de B-Klasse Danzig, de derde divisie. Een jaar later werd de club ook kampioen in de tweede divisie en kon via de eindronde eersteklasser Zopotter SVgg verslaan waardoor de club naar de hoogste klasse promoveerde. Sinds begin jaren dertig werd de competitie in het Baltische gebied vervroegd gespeeld vanwege de strenge winters. De competitie van 1933/34 werd reeds in 1932 gestart. Echter werd de competitie grondig geherstructureerd in 1933 nadat de NSDAP aan de macht kwam in Duitsland. De Gauliga Ostpreußen werd ingevoerd als nieuwe hoogste klasse en de competitie van 1933/34 was een maat voor niets, wel werden de starttickets voor de Gauliga hier uitgedeeld via de eindstand. Lauental plaatste zich niet en moest het volgende seizoen in de Bezirksklasse Ostpreußen spelen.
Na een vijfde plaats in het eerste seizoen werd de club in 1935 kampioen. Echter was er geen eindronde om promotie omdat de competitie opnieuw hervormd werd. De clubs uit de Gauliga werden samengevoegd met betere clubs uit de Bezirksklasse en speelden een competitie in vier reeksen, waarvan de top twee zich voor de eigenlijke Gauliga plaatste. Het volgende seizoen werd de club laatste en degradeerde. Het volgende seizoen trok de club zijn team terug waardoor ze in 1937/38 in de vierde klasse speelden. De club promoveerde meteen terug maar het volgende seizoen werd de club geschrapt omdat ze twee keer niet kwamen opdagen. Van de jaren erna is niets meer bekend, enkel nog dat de club in 1944/45 in de 1. Klasse Danzig-Westpreußen speelde. De club stond na vijf speeldagen aan de leiding, maar de competitie werd niet voltooid wegens het nakende einde van de Tweede Wereldoorlog.
Na de oorlog werd de stad Pools en werden alle clubs ontbonden.